# Lohnsburg am Kobernaußerwald
Lohnsburg am Kobernaußerwald osztrák mezőváros Felső-Ausztria Riedi járásában. 2021 januárjában 2211 lakosa volt.

## Elhelyezkedése

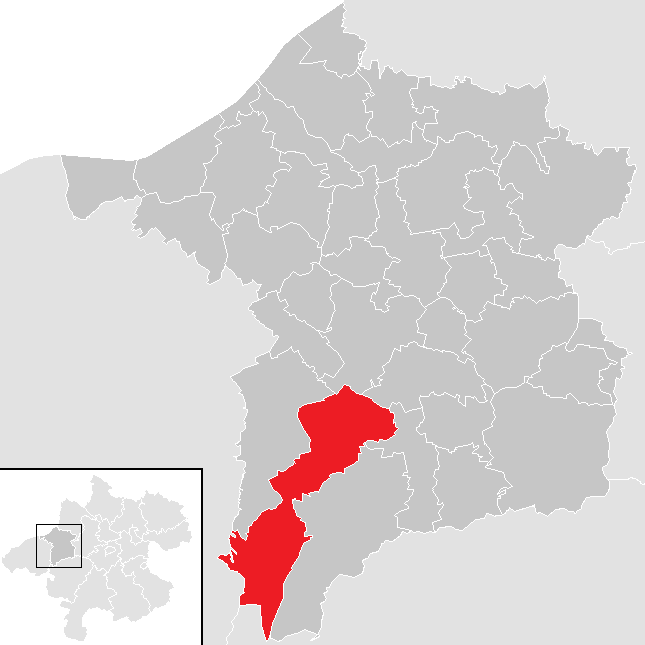
Lohnsburg am Kobernaußerwald a Ried im Innkreis-i járásban

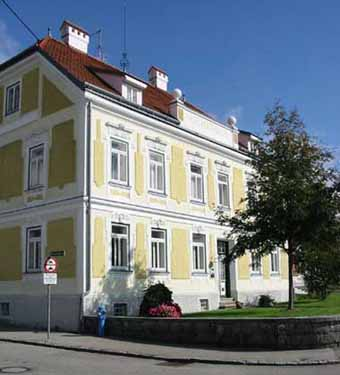
A helytörténeti múzeum

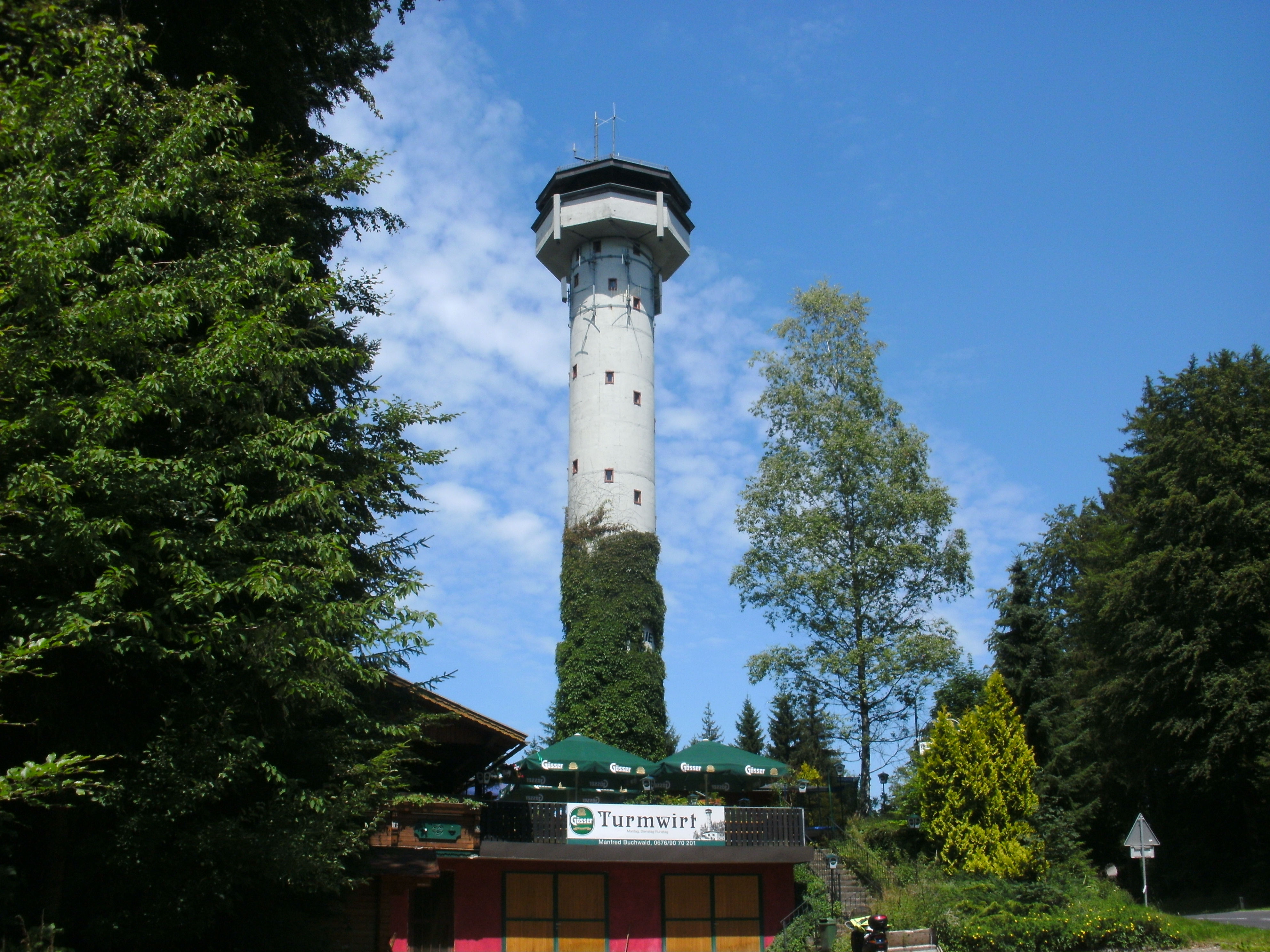
A steiglbergi kilátó

Lohnsburg am Kobernaußerwald a tartomány Innviertel régiójában fekszik, a Kobernaußerwald dombságának északi részén. Területének 48,6%-a erdő, 44,9% áll mezőgazdasági művelés alatt. Az önkormányzat 20 települést és településrészt egyesít: Bergham (6 lakos 2021-ben), Felling (35), Fossing (63), Gunzing (166), Helmerding (38), Hochkuchl (60), Kemating (102), Kobernaußen (125), Kramling (67), Lauterbach (20), Lohnsburg (680), Magetsham (196), Mitterberg (92), Neulendt (5), Reintal (16), Schauberg (28), Schlag (96), Schmidham (80), Schönberg (111) és Stelzen (225).
A környező önkormányzatok: északnyugatra Mettmach, északra Mehrnbach, északkeletre Neuhofen im Innkreis, keletre Schildorn, délkeletre Waldzell, délre Pöndorf, délnyugatra Lengau, nyugatra Sankt Johann am Walde.

## Története
Lohnsburgot először 1153-ban említik, de vára 900 körül épülhetett a magyar betörések ellen. A vár 1450 után romba dőlt és mára nyoma sem maradt. A település (és az egész Innviertel) 1779-ig Bajorország része volt, de a bajor örökösödési háborút lezáró tescheni béke Ausztriának ítélte. A napóleoni háborúk alatt rövid időre visszatért a francia bábállam Bajországhoz, de 1816 után végleg Ausztriáé lett. Községi önkormányzata az 1848-as közigazgatási reformot követően alakult meg. Az 1938-as Anschluss után a települést a Harmadik Birodalom Oberdonaui gaujába sorolták be. A második világháborút követően visszatért Felső-Ausztriához.
A község 1968-ban vette fel a Lohnsburg am Kobernaußerwald nevet. 1988-ban mezővárosi rangra emelték.

## Lakosság
A Lohnsburg am Kobernaußerwald-i önkormányzat területén 2384 januárjában 2211 fő élt. A lakosságszám 1961 óta enyhén gyarapodó tendenciát mutat. 2019-ben az ittlakók 96%-a volt osztrák állampolgár; a külföldiek közül 1,8% a régi (2004 előtti), 2% az új EU-tagállamokból érkezett. 2001-ben a lakosok 95,4%-a római katolikusnak, 1,4% pedig felekezeten kívülinek vallotta magát. Ugyanekkor a legnagyobb nemzetiségi csoportot a németek (98,5%) mellett a szerbek alkották 0,4%-kal (10 fő).
A népesség változása:

| 2016 | 2 217 |
| 2018 | 2 234 |

## Látnivalók
- a Szt. Miklós-plébániatemplom.
- a helytörténeti múzeum
- a rendőr- és katonamúzeum
- a steiglbergi kilátó

## Fordítás
- Ez a szócikk részben vagy egészben  a   Lohnsburg am Kobernaußerwald című német Wikipédia-szócikk ezen változatának fordításán alapul.  Az eredeti cikk szerkesztőit annak laptörténete sorolja fel. Ez a jelzés csupán a megfogalmazás eredetét és a szerzői jogokat jelzi, nem szolgál a cikkben szereplő információk forrásmegjelöléseként.